# Rudinka
Rudinka (maďarsky Kisrudas, do roku 1907 Kisrudina) je obec na Slovensku v okrese Kysucké Nové Mesto. Žije v ní 419 obyvatel.

## Historie
První písemná zmínka o vesnici pochází z roku 1506.

## Pamětihodnosti
Na rozhraní katastrálních území Rudinky a městské části Žiliny Vranie byly nalezeny zbytky opevněného hrádku z období púchovské kultury. Do katastrálního území obce také zasahují části přírodní památky Kysucká brána a přírodní rezervace Rochovica.